# 北尤蒂卡 (伊利諾伊州)
北尤蒂卡（英語：North Utica）是位於美國伊利諾伊州拉薩爾縣的一個村落。

## 地理
北尤蒂卡的座標為41°20′32″N 89°00′51″W / 41.34222°N 89.01417°W，而該地最高點為海拔高度145米（即476英尺）。

## 人口
根據2010年美國人口普查的數據，北尤蒂卡的面積為8.98平方千米，當中陸地面積為8.95平方千米，而水域面積為0.03平方千米。當地共有人口496人，而人口密度為每平方千米55人。